# کارلوس آلکاراس
کارلوس آلکاراس گارفیا (اسپانیایی: Carlos Alcaraz‎؛ زادهٔ ۵ مهٔ ۲۰۰۳) تنیس‌باز حرفه‌ای اهل اسپانیا است. او توسط انجمن تنیس حرفه‌ای‌ (ATP) به عنوان نفر اول جهان در بخش انفرادی مردان رتبه‌بندی شده است، از جمله در پایان سال ۲۰۲۲ به عنوان نفر اول انتخاب شده است. آلکاراس ۲۱ عنوان قهرمانی در بخش انفرادی تور ATP، از جمله پنج عنوان اصلی: دو عنوان در مسابقات آزاد فرانسه، دو عنوان در مسابقات قهرمانی ویمبلدون و یک عنوان در مسابقات آزاد آمریکا، را کسب کرده است.
آلکاراس فعالیت حرفه‌ای خود را در سال ۲۰۱۸ و در سن ۱۵ سالگی آغاز کرد. او در ماه مه ۲۰۲۱ به جمع ۱۰۰ نفر برتر رنکینگ راه یافت و پس از رسیدن به مرحله یک چهارم نهایی مسابقات آزاد آمریکا، آن سال را در بین ۳۵ نفر برتر به پایان رساند. در مارس ۲۰۲۲، او اولین عنوان قهرمانی ۱۰۰۰ ATP خود را در سن ۱۸ سالگی در مسابقات آزاد میامی به دست آورد. آلکاراس نخستین عنوان قهرمانی بزرگ خود را در مسابقات آزاد آمریکا ۲۰۲۲ کسب کرد و با ۱۹ سال و ۴ ماه و ۶ روز سن، به جوان‌ترین مرد و اولین نوجوان پسر در دوران مسابقات آزاد تبدیل شد که در صدر رنکینگ انفرادی قرار می‌گیرد. 
نفر اول در تاریخ رنکینگ ATP، او به خاطر عملکردش در آن فصل، جایزه لاروس جهانی سال را دریافت کرد.